# سارق الأحلام (فلم)
سارق الأحلام هو فيلم دراما مغربي صدر سنة 1994، من كتابة وإخراج حكيم نوري، وبطولة كل من رشيد فكاك، ورشيد الوالي، وفاطمة خير، وأمينة رشيد. يرصد الفيلم تفاصيل حياة سجين بعد خروجه من الحبس، ومحاولاته في بناء حياة جديدة بعيدًا عن آلام الماضي.

## القصة
يدخل مهدي السجن بعد اتهامه باختلاس مبلغ كبير من المال من الشركة التي يعمل بها. في تلك اللحظة، تنكرت له زوجته وتبرأت منه، ما عمق شعوره بالخيانة. سنوات طويلة في السجن مرّت، وعندما خرج، وجد أن العالم قد تغير تمامًا. حاول مهدي أن يعيد بناء حياته، وتحقيق حلمه في السفر إلى كندا، فبحث عن أحد أصدقائه القدامى، الذي أصبح اليوم ذو مركز سياسي واجتماعي مرموق. لكنه فوجئ بأن هذا الصديق قد تزوج من زوجته السابقة، فتنكر له هو الآخر.
وحيدًا، ووسط شعور بالخذلان، هائمًا في شوارع المدينة، بدأ مهدي يعمل في عدة وظائف بسيطة ليكسب قوت يومه. ثم التقى بإدريس، شاب نشال كان يعتني بأمه المريضة. ورغم اختلافهما الكبير في الطباع والظروف، فقد فتح إدريس منزله لمهدي، فوجد كلاهما في الآخر أملًا في مواجهة الوحدة التي يعانيان منها في هذا المجتمع القاسي.
ومع مرور الوقت، نشأت بين مهدي وإدريس صداقة قوية، تبادلا خلالها أحلامهما، شكوكهما، وقلقهما. لكن مع وفاة والدة إدريس، بدأت الخلافات تظهر، حيث اختلفت رؤيتهما للحياة. طرده إدريس من منزله، ليجد مهدي نفسه مضطرًا للبحث عن عمل آخر، فعمل في مخبز رجل طيب كان قد وضع ثقته فيه ومنحه مفاتيح المخبز.
ومع تحسن وضعه، قرر مهدي العودة إلى الحي القديم حيث كان يعيش إدريس. بحث عنه، ولكنه لم يجده. سأل الجيران فأخبروه أنه سافر إلى كندا وتزوج هناك. شعر مهدي بسلام داخلي بعدما اطمأن على حال صديقه، ليعود هو أيضًا إلى حياته وعمله، ناسيًا كل آلام الماضي.

## طاقم التمثيل
- رشيد فكاك بدور مهدي
- رشيد الوالي بدور إدريس
- فاطمة خير
- أمينة رشيد
- حسن مضياف
- عائد موهوب
- مصطفى سلمات
- عبد الله خليفة

## جوائز وتشريفات
فاز رشيد الوالي بجائزة أحسن ممثل في المهرجان الوطني للفيلم بطنجة سنة 1995.

## روابط خارجية
- الفيلم على موقع africultures
- الفيلم على موقع africine